# Ночной кошмар (фильм, 1956)
«Ночной кошмар» (англ. Nightmare) — фильм нуар режиссёра Максвелла Шейна, который вышел на экраны в 1956 году.
В основу сценария фильма положен рассказ Уильяма Айриша (псевдоним Корнелла Вулрича). В 1947 году по этому рассказу уже был создан фильм «Страх в ночи» (1947), который также поставил Шейн.
Действие фильма происходит в Новом Орлеане, где джазовый музыкант Стэн Грейсон (Кевин Маккарти), который во сне увидел, как он убивает незнакомца в таинственной зеркальной комнате, вдруг обнаруживает многочисленные подтверждения того, что события из его ночного кошмара произошли на самом деле. Он обращается за помощью к мужу сестры, полицейскому детективу Рене Брессару (Эдвард Г. Робинсон) с просьбой разобраться в этой истории. Поначалу Рене предполагает, что все эти видения возникли у Стэна вследствие перегрузок на работе и чрезмерного увлечения алкоголем. Однако когда он убеждается в истинности слов Стэна, Рене сначала угрожает арестовать его, однако затем находит ключ к разгадке этого дела и задерживает преступника.
Несмотря на несколько надуманный сюжет, критики в целом дали высокую оценку картине, отметив отличную актёрскую игру двух исполнителей главных ролей, прекрасную экспрессионистскую операторскую работу, джазовый саундтрек и натурные съёмки в Новом Орлеане и его окрестностях.

## Сюжет
В Новом Орлеане в гостиничном номере джазовому кларнетисту Стэну Грейсону (Кевин Маккарти) снится ночной кошмар. Он видит страдающее лицо незнакомой красивой женщины, отражающееся в странной зеркальной комнате. Под звуки странной медленной мелодии какой-то мужчина пытается автогеном вскрыть сейф. Когда он видит Стэна, то набрасывается на него и пытается задушить. Во время завязавшейся драки женщина передаёт Стэну незнакомый острый предмет, которым тот наносит мужчине удар, а затем затаскивает его тело в шкаф за одним из зеркал. Затем Стэн летит по чёрному туннелю, после чего просыпается.
С облегчением осознав, что всё это ему приснилось, Стэн встаёт, опаздывая в студию, где должен записать несколько номеров с популярным джазовым оркестром Билли Мэя, в котором в качестве солистки выступает его девушка Джина (Конни Расселл). Зайдя в ванную комнату, Стэн в зеркале видит у себя на шее синяки, которых не было вчера вечером, а также порез на руке. Вернувшись в гостиную, Стэн с удивлением обнаруживает на комоде незнакомые предметы — пуговицу от чужого костюма и ключ необычной формы. Обеспокоенный тем, что его кошмар может оказаться правдой, Стэн звонит Билли, сообщая, что заболел, после чего быстро направляется домой к своей сестре Сью (Вирджиния Кристин), чтобы поговорить с её мужем, полицейским детективом Рене Брессаром (Эдвард Г. Робинсон). Стэн в подробностях рассказывает Рене свой кошмар и показывает ему пуговицу и ключ, однако с разочарованием замечает, что Рене остаётся к его истории равнодушным. Тот лишь замечает, что Стэн, вероятно, слишком много работал в последнее время и накануне выпил лишнего, что и спровоцировало странный сон. В течение следующих четырёх дней Стэн с тревогой просматривает газеты в поисках сообщений об убийствах, однако ничего похожего в них не находит. Всё ещё не в состоянии выбросить из головы странную мелодию и образы, которые продолжают преследовать его, потерявший душевное равновесие Стэн по-прежнему не ходит на работу и избегает встреч с Джиной, при этом предпринимая тщетные попытки установить музыку и лицо женщины из своего сна. В надежде выяснить что-либо о мелодии, Стэн безуспешно обходит джазовые заведения во Французском квартале.
Чтобы как-то приободрить Стэна, Рене уговаривает его поехать вместе с ним и Сью за город на пикник. Стэн неохотно соглашается, и уже в машине видит, что Рене пригласил также и Джину. Неожиданно Стэн предлагает устроить пикник в незнакомом парке за городом, однако никак не может объяснить, почему он назвал это место. Во время пикника внезапно начинается гроза, приводящая Сью в ужас, и все четверо прячутся в машине. Они пытаются отправиться домой, однако дождь идёт с такой силой, что дороги практически не видно. Стэн указывает на большой незнакомый дом поблизости, предлагая заехать туда, чтобы переждать грозу. Они подъезжают и звонят в звонок, однако дверь никто не открывает. Тогда Стэн начинает рыться в горшке с цветком, который стоит у входа, доставая оттуда ключ. Вся компания заходит в дом, обнаруживая, что внутри никого нет, однако можно согреться у газового камина. Рене успокаивает взволнованных женщин и отправляется на кухню, чтобы приготовить чай. Джина включает проигрыватель, и когда она случайно сбивает локтем переключение скорости, музыка начинает играть в значительно более медленном темпе. После такого изменения Стэн вдруг узнаёт, что это звучит та странная мелодия из его кошмара. Чувствуя необъяснимую связь с этим домом, Стэн начинает осматривать его, и, поднявшись на второй этаж, обнаруживает там большую зеркальную гардеробную, которую видел в своё кошмаре. Стэн сообщает об этом Рене, который поднялся вместе с ним. Затем Стэн достаёт из кармана ключ, который нашёл утром в своём номере, и открывает этим ключом один из зеркальных шкафов. Там Стэн и Рене видят сейф с обгорелым краем. Когда они открывают другой шкаф, то обнаруживают там пятна крови на стене. Рене понимает, что все эти детали свидетельствуют о том, что события из кошмара Стэна происходили на самом деле. Он гневно отчитывает Стэна за то, что тот совершил убийство, и, чтобы расположить Рене к себе, решил подготовить его, представив дело как кошмарный сон. Рене однако говорит, что не смягчится в отношении поступка Стэна, более того, считает его попытку вызвать к себе жалость бесчестной.
В этот момент в доме неожиданно появляется помощник шерифа Торренс (Рис Уильямс), которому поручено наблюдать за домом, так как, по его словам, в нём недавно произошло убийство, и полиция предполагает, что преступник может вернуться в дом. Рене показывает свой значок детектива полиции, после чего просит организовать ему встречу с начальником Торренса, капитаном Уорнером (Барри Этуотер), от которого узнаёт, что дом принадлежит богатой паре Белнэпов. Уорнер рассказывает, что, как установила полиция, пока мистера Белнэпа не было в городе, миссис Белнэп попала под машину, которой, по-видимому, управлял её бойфренд, который затем скрылся. Миссис Белнэп перед смертью успела спросить, выжил ли её бойфренд. В ходе дальнейшего расследования в шкафу дома было обнаружено тело бойфренда. Когда Уорнер показывает Рене и Стэну фотографии жертв, Стэн узнаёт их и падает в обморок.
После того, как Стэн приходит в себя, Рене отвозит его в его гостиничный номер. Там Рене даёт Стэну время до утра, чтобы сбежать, предупреждая, что завтра утром арестует его. После ухода Рене, Стэн, чувствуя свою вину в двух убийствах и предстоящий позор, решает покончить жизнь самоубийством. Он подходит к окну и садится на подоконник, готовясь к тому, чтобы спрыгнуть вниз. Когда Стэн разворачивается ногами на улицу, внизу собирается толпа зевак. В этот момент Рене как раз выходит из здания. Увидев Стэна, он быстро возвращается в номер и стаскивает его с подоконника в тот момент, когда тот уже был готов совершить прыжок. Рене решает остаться со Стэном на ночь, призывая того вспомнить события, предшествовавшие его страшному сну. После того, как Стэн описывает свой день и вечер, Рене сразу же начинает подозревать соседа Стэна по гостиничному номеру, Гарри Бриттона (Гейдж Кларк), который в течение вечера сначала настоял, чтобы Стэн съел вопреки своему желанию ментоловую конфету, а затем в баре уговорил его выпить с ним «дайкири». Стэн также вспоминает, что когда он уже лёг спать, Бриттон зашёл к нему со свечой и несколько раз произнёс слова, которые могли оказать гипнотическое воздействие. Вспомнив, что многие книги в доме Белнэпа посвящены психологии и гипнозу, Рене возвращается в дом, чтобы взять фотографию мистера Белнэпа. Когда Рене, подрисовав на фотографии Белнэпу усы и очки, Стэн с удивлением узнаёт в нём Бриттона.
После этого Рене высказывает версию, что Белнэп, назвавшийся Бриттоном, с помощью манипуляций с конфетой и коктейлем установил, что Стэн подвержен внушению. После этого Белнэп загипнотизировал его, дав установку совершить убийство любовника своей жены. Узнав от Уорнера, что этой ночью Белнэп возвращается домой, Рене убеждает Стэна помочь ему доказать свою версию. Стэн соглашается, и в эту ночь прячется в зеркальной гардеробной. Когда Белнэп появляется там, чтобы осмотреть сейф, Стэн выходит ему на встречу, требуя объяснить свой сон. Белнэп явно не ожидал того, что Стэн снова окажется в его гардеробной, когда действие гипноза уже прошло. Он однако не подозревает, что Рене повесил на Стэна микрофон и записывает весь разговор на магнитофон. Белнэп признаётся Стэну, что использовал его, чтобы избавиться от своей жены и её любовника. Он в подробностях описывает своё преступление, затем снова гипнотизирует Стэна и выводит его из дома к озеру. Белнэп приказывает Стэну войти в воду, рассчитывая таким образом утопить его. Однако в этот момент появляются Уорнер, Торренс и Рене, которые спасают Стэна из воды. Белнэп пытается бежать, и Уорнер стреляет в него. Так как у полиции есть записанное на плёнку признание Белнэпа, со Стэна снимают все подозрения, и он возвращается к работе в оркестре и к Джине.

## В ролях
- Эдвард Г. Робинсон — Рене Брессар
- Кевин Маккарти — Стэн Грейсон
- Конни Расселл — Джина, девушка Стэна
- Вирджиния Кристин — миссис Сью Брессар
- Рис Уильямс — помощник шерифа Терренс
- Гейдж Кларк — Гарри Бриттон
- Мэриэн Карр — Мэдж Новик
- Барри Этуотер — капитан Уорнер
- Мид Люкс Льюис — Мид
- Билли Мэй и его оркестр

## Создатели фильма и исполнители главных ролей
По произведениям популярного детективного писателя Корнелла Вулрича было поставлено свыше 50 фильмов, среди которых такие признанные, как «Леди-призрак» (1944), «Чёрный ангел» (1946), «Окно» (1949), «Не её мужчина» (1950), «Окно во двор» (1954) и «Невеста была в чёрном» (1968).
Максвелл Шейн в основном работал как сценарист, поставив за свою карьеру помимо этой картины лишь четыре фильма — «Страх в ночи» (1947), «Город за рекой» (1949), «Стеклянная стена» (1953) и «Нагая улица» (1955). При этом «Страх в ночи» (1947) и «Ночной кошмар» Шейн поставил по одному и тому же рассказу Вулрича.
Как отметил историк кино Пол Татара, Эдварду Г. Робинсону принесла славу главная роль в гангстерском фильме «Маленький Цезарь» (1931). По словам киноведа, хотя Робинсон и не был наделён физическими качествами таких звёзд, как Кларк Гейбл или Гэри Купер, он, тем не менее, «обладает природной способностью дарить аудитории сильные эмоции… Как и у многих актёров, которые занимаются своим ремеслом десятилетиями, карьера Робинсона несколько раз накалялась и остывала, а качество материала, который ему предлагали, менялось. Но его игра всегда была полна самоотдачи». К числу лучших актёрских работ Робинсона относятся роли в таких фильмах нуар, как «Двойная страховка» (1944), «Женщина в окне» (1944). «Улица греха» (1945), «Риф Ларго» (1948) и «Дом незнакомцев» (1949).
Кевин Маккарти в 1952 году номинировался на «Оскар» за роль второго плана в фильме «Смерть коммивояжёра» (1951). Он также известен по таким фильмам, как «Поездка по кривой дороге» (1954), «Вторжение похитителей тел» (1958), «Неприкаянные» (1961) «Мираж» (1965) и «Ультравысокая частота» (1989).

## История создания фильма
Хотя в титрах фильма указано, что в его основу положен роман Корнелла Вулрича, в действительности «Ночной кошмар» был рассказом, впервые опубликованном в журнале Argosy в 1941 году под названием «И так до смерти» (англ. And So to Death), который был написан Вулричем под псевдонимом Уильям Айриш. В 1943 году рассказ был переименован в «Ночной кошмар», и под таким названием вошёл в сборник рассказов Вулрича «Я бы не хотел оказаться в твоей шкуре».
В 1945 году рассказ был куплен продюсерской фирмой Pine-Thomas. На его основе компания Pine-Thomas создала фильм «Страх в ночи», который был выпущен в прокат компанией Paramount Pictures в 1947 году. Фильм также поставил Шейн, а главные роли в нём сыграли Пол Келли и Дефорест Келли.
Это был первый фильм компании Pine-Thomas-Shane Productions, возникшей из компании Pine-Thomas Productions, которая в 1940—1954 годах производила фильмы категории В для студии Paramount Pictures. Компания заключила контракт с дистрибутором United Artists, но один из её совладельцев Уильям Х. Пайн умер. После этого компания была переименована в Pine-Thomas-Shane, чтобы отразить вклад многолетнего сценариста Максвелла Шейна, а имя Пайн в названии теперь относилось к Говарду Пайну, сыну Уильяма.
Фильм снимался на натуре в Новом Орлеане.
Фильм находился в производстве с конца октября по конец ноября 1955 года. Премьера фильма состоялась 11 мая 1956 года в Нью-Йорке. В широкий прокат фильм вышел в июне 1956 года.

## Оценка фильма критикой

### Общая оценка фильма. Сравнение с фильмом «Страх в ночи» (1947)
Как отметил современный историк кино Пол Татара, «фильм не принёс большого успеха, когда впервые вышел на экраны», а кинокритик Милтон Эстероу (англ. Milton Esterow) в «Нью-Йорк Таймс» назвал его «скромной мелодрамой с некоторыми сомнительными сюжетными поворотами, но искусной актёрской игрой».
Позднее при оценке фильма киноведы часто сравнивали его с лентой «Страх в ночи» (1947), которая также была поставлена Максвеллом Шейном по тому же рассказу Корнелла Вулрича. В частности, современный киновед Спенсер Селби охарактеризовал картину как более «атмосферный ремейк» «Страха в ночи», а историк фильмов нуар Боб Порфирио при сравнении двух фильмов отметил, что «ремейк выигрывает от актёрской игры более высокого уровня, особенно, со стороны Кевина Маккарти, большего бюджета и изобретательного джазового саундтрека, а также использования натурных съёмок в Новом Орлеане». Киновед Стив Пресс посчитал, что этот «ремейк гораздо лучше первой адаптации рассказа Вулрича „Страх в ночи“». Как пишет критик, «с большим бюджетом и лучшим актёрским составом Шейн создаёт тёмный, гипнотический мир захудалых городских ночных клубов и дешёвых отелей; даже пикник на байу вызывает чувство страха. В этом мире Вулрич чувствовал бы себя как дома». Историк кино Деннис Шварц отметил, что ремейк отличается более крупным бюджетом, «гораздо лучшим актёрским составом, более джазовой музыкой и большим объёмом натурных съёмок в окрестностях Нового Орлеана. Чего ему не хватает, так это того же очарования фильма категории В, которое украшало оригинал». С другой стороны, по мнению обозревателя журнала Time Out, «Шейн поставил ту же историю ранее с большим эффектом» как малобюджетный фильм «Страх в ночи». Татара также считает «Страх в ночи» «более успешным», чем его ремейк.

### Художественные качества фильма
Многие историки кино обращают внимание на сильные художественные качества картины. Так. Порфирио отмечает, что изображение в этом фильме, «начиная с вступительных титров, как будто покрыто воском, застилающим глаза Маккарти, и освещено свечой. Оно значительно более экспрессионистское и грамотно поддерживается музыкой». Как далее пишет киновед, «использование закадрового повествования Маккарти, экзотических байу и странная ночная одиссея по Бурбон-стрит в сочетании со специально обработанной версией джазовой пьесы, придают фильму призрачную тональность».
По мнению историка кино Адама Брегмана, «это захватывающий детектив, который сделан под отличный джазовый саундтрек». Он «поднимает давно признанную нуарную тему о человеке, попавшем в ловушку дурного сна, от которого он не может убежать или разобраться в нём». Среди наиболее ярких моментов фильма Брегман выделяет «сногсшибательные вокальные номера Джины (Конни Рассел) с оркестром Билли Мэя, игру Эдварда Г. Робинсона, который на этот раз выступает на правильной стороне закона, и эпизоды сновидений, которые удивительно хорошо проработаны». Брегман отмечает, что «с начала фильма, когда герой Кевина Маккарти просыпается в поту, и до конца фильм снят через коричневый фильтр, который призван создать туманный, неясный эффект, похожий на сон, но визуально он не так привлекателен». Но, как пишет критик, «в фильме достаточно перипетий и поворотов, чтобы зритель в конце забыл о том, что всё вокруг коричневое». По мнению Брегмана, «эпизод, в котором четверо героев прибывают в таинственный, заброшенный дом, который герой Маккарти помнит по своему изначальному кошмару, является одним из самых эффектных в фильме».
По словам обозревателя Time Out, картину отличают сюжет Вулрича, превосходная атмосфера нуара благодаря работе оператора Джозефа Байрока, а также «нервная джазовая музыка Гершела Бёрка, которая натягивает струны этого маленького напряжённого триллера». Майкл Кини также отмечает «интересную джазовую музыку и потрясающую экспрессионистскую операторскую работу, которые усиливают воздействие картины». Деннис Шварц обращает внимание на то, что Шейну удаётся «создать нереальный мир теневого существования, захудалой городской ночной жизни, экзотических байу, звенящей джазовой музыки и напряжённой атмосферы фильма нуар». Пол Татара отмечает, что это «сделанный в напряжённом темпе небольшой фильм категории В, где Робинсон и его коллега Кевин Маккарти делают всё возможное с надуманным, явно невероятным повествованием». По мнению критика, «окончательное разрешение всей истории было устарелым и приевшимся уже в 1956 году, а сейчас оно смотрится совершенно нелепо».

### Оценка актёрской игры
Критики высоко оценили игру исполнителей главных ролей в фильме. Как пишет Шварц, фильм представляет собой «увлекательное исследование характера человека в панике, который думает, что теряет рассудок, но отчаянно пытается держаться того, что, по его мнению, реально». Критик полагает, что «игра Кевина Маккарти превосходит игру Дефореста Келли в оригинале, но не стоит полностью сбрасывать со счетов и тот фильм», в котором «есть всё то же, что и в этой версии, просто его производство было дешевле». По словам Кини, Маккарти хорошо справляется с ролью, которую в фильме «Страх в ночи» сыграл Дефорест Келли, представ вместо банковского кассира в образе джазового музыканта.
Критик Time Out полагает, что «Маккарти хорош в паранойе, а Робинсон, как всегда, надёжен, в роли сыщика». По словам Пресса, «Маккарти изображает чувство непреодолимой паники почти так же хорошо, как в фильме „Вторжение похитителей тел“ (1956), а крутой полицейский в подаче Робинсона отличается тёплой текстурой и лукавым чувством юмора». Как отмечает Татара, «Робинсон придаёт своей работе суровое достоинство, даже несмотря на то, что сценарист (в данном случае, это режиссёр Шейн) не обеспечивает его первоклассным материалом».